# Lhotka (district de Mělník)
Pour les articles homonymes, voir Lhotka.
Lhotka (en allemand : Vogelsang) est une commune du district de Mělník, dans la région de Bohême-Centrale, en République tchèque. Sa population s'élevait à 294 habitants en 2020.

## Géographie
Lhotka se trouve à 6 km à l'est-nord-est de Mělník et à 34 km au nord-nord-est de Prague.
La commune est limitée par Vysoká au nord, par Střemy au nord et à l'est, par Velký Borek au sud et par Mělník à l'ouest.

## Histoire
La première mention écrite de la localité date de 1318.

## Administration
La commune se compose de deux quartiers :
- Lhotka
- Hleďsebe